# The 13th Letter
The 13th Letter ist ein US-amerikanischer Film noir des österreichischen Regisseurs Otto Preminger mit Linda Darnell und Charles Boyer in den Hauptrollen. Uraufführung war am 19. Januar 1951 in den USA. Er ist ein Remake des französischen Films Der Rabe (1943), dessen Handlung in den frankophonen Teil Kanadas verlegt wurde. Während das französische Original in einer deutschen Fassung vorliegt, sind für The 13th Letter keine deutsche Aufführungen bekannt, weder synchronisiert noch untertitelt. Der Titel (englisch für ‚Der 13. Brief‘) bezieht sich auf den dreizehnten von mehreren anonymen Briefen, der der Handlung eine Wendung gibt.

## Handlung
In einer kanadischen Kleinstadt erhalten mehrere Einwohner anonyme Briefe, die mit dem mysteriösen Bild einer Feder unterschrieben sind. Doktor Pearson, der in einem Krankenhaus in Québec praktiziert, erhält einen dieser Briefe, ebenso wie Cora Laurent, die Ehefrau von Pearsons Vorgesetztem Dr. Laurent, in der sie beschuldigt wird, eine Affäre mit Pearson zu haben. Auch Mr. Gauthier, ein Kriegsveteran, erhält einen der Briefe, mit der Nachricht, er sei an Krebs erkrankt. Schockiert und verzweifelt nimmt sich Gauthier das Leben. Unter den Bewohnern der Kleinstadt breiten sich Misstrauen und Verdächtigungen aus.

## Entstehung

### Vorlage
Der Film ist ein Remake des 1943 veröffentlichten französischen Films Der Rabe von Louis Chavance, entsprechend beruhen beide Verfilmungen lose auf einer wahren Begebenheit, der Affaire du corbeau de Tulle (dt. etwa ‚Die Raben-Affäre von Tulle‘). In den Jahren 1917 bis 1922 versandte Angèle Laval in der französischen Kleinstadt Tulle 110 anonyme Schmähbriefe. Die Affäre erregte überregionale Aufmerksamkeit und inspirierte Chavance zu seinem Drehbuch. Die Bezeichnung französisch corbeau ‚Rabe‘ für den Verfasser anonymer Briefe hat hier ihren Ursprung.
In den USA gab es nie eine Synchron-Tradition, daher werden und wurden dort immer wieder ausländische Filme gleich komplett neu gedreht. The 13th Letter ist ein Beispiel dafür, dass diese Vorgehensweise bereits in den 50er Jahren praktiziert wurde.

### Besetzung
Für die Rolle des Dr. Pearson war zuerst Joseph Cotten vorgesehen, anschließend wurde Richard Todd in Erwägung gezogen. Für Michael Rennie, der die Rolle schließlich erhielt, war es der erste amerikanische Film, nachdem er zuvor zwei prominente Nebenrollen in europäischen Produktionen der 20th Century Fox gespielt hatte (in Die schwarze Rose und The House In The Square, beide an der Seite von Tyrone Power). Das Studio hoffte, aus ihm einen der führenden Hollywood-Schauspieler machen zu können.
Die Rolle der Cora Laurent sollte ursprünglich Maureen O’Hara spielen, wurde dann aber an die weit weniger bekannte Constance Smith vergeben, die zuvor in England eine kleine Nebenrolle in Der Dreckspatz und die Königin gespielt hatte.
Charles Boyer, der während der Dreharbeiten erst Anfang 50 war, wurde von Maskenbildner Ben Nye mit grauem Bart und hoher Stirn im Sinne der Rolle noch mal deutlich älter gemacht, obwohl der Altersunterschied zu seiner Film-Ehefrau ohnehin bereits 30 Jahre betrug.

### Dreharbeiten
The 13th Letter wurde in schwarz-weiß auf 35 mm im Seitenverhältnis 1,37:1 gedreht und in mono vertont. Der Film entstand mit einem Budget von 1.075.000 US-Dollar. Während der Produktion hatte er mehrere Arbeitstitel, und zwar: Poison Pen, The Last Letter, The Raven – wie der Ursprungsfilm – und The Scarlet Pen.
Laut Einblendung im Vorspann (Minute 1’05'') wurde der gesamte Film in einer kleinen Gemeinde der kanadischen Provinz Québec gefilmt. Die IMDB nennt u. a. Saint-Hilaire und den Rivière Richelieu als Drehorte. Sie widerspricht zwar der Aussage „gesamter Film“ – so soll es Aufnahmen in einem kanadischen Studio gegeben haben, sowie in Hollywood in den Fox Studios in Century City – räumt aber ein, dass der Film mehr Standortarbeit enthalte als jeder frühere Film von Preminger, wobei dieser auf den Geschmack gekommen sein könnte, denn dies sei eine Besonderheit in seinen späteren Arbeiten.

## Rezeption
Als das österreichische Filmmuseum in Wien im Februar 2016 eine Otto Preminger-Retrospektive zeigte, nannte sie The 13th Letter einen „schlichten Fall des Remakes“.
Auch Dennis Schwartz zeigt sich nicht begeistert von dieser Neuverfilmung:

“Though not a complete failure, Preminger’s American version still managed to take most of the starch out of this bitter French chiller and make it into a predictable mystery film.”

„Obwohl kein kompletter Missgriff, schafft es Premingers amerikanische Version dennoch, die meiste Kraft des bitteren, kühlen, französischen Originals zu nehmen und daraus einen vorhersehbaren Mystery-Film zu machen.“

Demgegenüber steht u. a. die Kritik von Derek Smith, der im Film ein „würdiges Remake“ sieht, dem Preminger eigene Akzente hinzufüge, was ihn mehr zu einer Huldigung, denn zu einem Abklatsch mache. Weiter heißt es: „Natürlich nimmt Premingers Film Wendungen wie Der Rabe, aber er fühlt sich immer noch wie ein anderer Film an – mehr als nur ein amerikanisierter ausländischer Film.“
Insgesamt erhielt The 13th Letter ein gutes Presseecho. So erfasst der US-amerikanische Aggregator Rotten Tomatoes inzwischen 86 % wohlwollende Besprechungen und ordnet den Film dementsprechend als „Frisch“ ein.